# Marco Branca
Pour les articles homonymes, voir Branca.
Marco Branca (né le 6 janvier 1965 à Grosseto, en Toscane) est un footballeur italien.

## Biographie
Marco Branca était (limogé le 8 février 2014) le directeur de la gestion sportive de l'Inter de Milan. Sa fonction était principalement de diriger le mercato. Il a été contesté à maintes reprises par les tifosis de l'Inter, qui lui reprochaient le départ de Gabriele Oriali ancien conseiller du président. Ils lui reprochaient également ses choix de coachs pour diriger l'équipe intériste (Benitez et ses successeurs, à l'exception de Leonardo).

## Carrière
- 1982-1986 : Cagliari Calcio  Italie
- 1986-1987 : Udinese Calcio  Italie
- 1987-1988 : Sampdoria  Italie
- 1988-1990 : Udinese Calcio  Italie
- 1990-1991 : Sampdoria  Italie
- 1991-1992 : AC Fiorentina  Italie
- 1992-1994 : Udinese Calcio  Italie
- 1994-1995 : Parme FC  Italie
- 1995-1996 : AS Rome  Italie
- 1995-1998 : Inter Milan  Italie
- 1997-1999 : Middlesbrough  Angleterre
- 1999-2000 : Convalescence
- 1999-2001 : FC Lucerne  Suisse
- 2000-2001 : AC Monza  Italie

## Palmarès
- 3 sélections et 4 buts avec l'équipe d'Italie.